# Teoria ondulatoria della luce
La teoria ondulatoria della luce è un'applicazione all'ottica della teoria delle onde elastiche.
La conferma sperimentale della relazione:
{\displaystyle n={\dfrac {c}{V}}}
(dove: n = indice di rifrazione; {\displaystyle c}=velocità di propagazione della luce nel vuoto; V = velocità di propagazione della luce nel mezzo di trasmissione) e l'esistenza dei fenomeni di interferenza e di diffrazione consentono di attribuire alla propagazione della luce le caratteristiche della propagazione delle onde elettromagnetiche elastiche.

## Storia
Venne formulata da Christiaan Huygens nel 1678 ma pubblicata solo nel 1690 nel suo Traité de la lumière. La luce viene vista come un'onda che si propaga (in maniera del tutto simile alle onde del mare o a quelle acustiche) in un mezzo, chiamato etere, che si supponeva pervadere tutto l'universo ed essere formato da microscopiche particelle elastiche. La teoria ondulatoria della luce permetteva di spiegare (anche se in maniera matematicamente complessa) un gran numero di fenomeni: oltre alla riflessione ed alla rifrazione, Huygens riuscì infatti a spiegare anche il fenomeno della birifrangenza nei cristalli di calcite.
Nel 1801 Thomas Young dimostrò come i fenomeni della diffrazione (osservata per la prima volta da Francesco Maria Grimaldi nel 1665) e dell'interferenza fossero interamente spiegabili dalla teoria ondulatoria e non lo fossero dalla teoria corpuscolare.
Un problema della teoria ondulatoria era la propagazione rettilinea della luce. Infatti era ben noto che le onde sono capaci di aggirare gli ostacoli mentre è esperienza comune che la luce si propaghi in linea retta (questa proprietà era già stata notata da Euclide nel suo Ottica). Questa apparente incongruenza può però essere spiegata assumendo che la luce abbia una lunghezza d'onda microscopica.
Al contrario della teoria corpuscolare, quella ondulatoria prevede che la luce si propaghi più lentamente all'interno di un mezzo, che nel vuoto; restano comunque ambiguità.

## Caratteristiche dell'onda luminosa
La velocità di propagazione della luce è dell'ordine di {\displaystyle 3\cdot 10^{8}{\frac {m}{s}}}; le lunghezze d'onda sono piccolissime, dai 400, ai 750 nm, il periodo di vibrazione minimo, dell'ordine del femtosecondo, e la frequenza è altissima:{\displaystyle 0,8\cdot 10^{15}}hertz all'estremo violetto dello spettro; {\displaystyle 0,4\cdot 10^{15}} all'estremo rosso.
Con queste caratteristiche lo spettro della luce visibile si inserisce nella tassonomia delle onde elettromagnetiche precedendo le radiazioni ultraviolette e i raggi x, subito dopo le onde radio e i raggi infrarossi.
L'eccitazione luminosa si propaga così per onde. Per una luce monocromatica si porrà:
{\displaystyle x=a\cdot cos2\pi \left({\frac {t}{T}}-{\frac {z}{\lambda }}\right)=a\cdot cos\left({\frac {2\pi }{T}}\cdot t+\varphi _{0}\right)=a\cdot cos\left(\omega t+\varphi _{0}\right)}
(dove {\displaystyle \lambda =TV} è la lunghezza d'onda nel mezzo considerato; {\displaystyle \omega }= frequenza della radiazione; {\displaystyle \varphi _{0}} indica la fase iniziale).
L'intensità della luce è proporzionale ad {\displaystyle a^{2}}. 
Nella interferenza la sovrapposizione delle onde si compie per pura somma algebrica delle eccitazioni luminose, il che depone per una loro natura trasversale ed una loro polarizzazione in uno stesso piano.
La teoria ondulatoria della luce è compatibile con la teoria corpuscolare. Entrambe le teorie rendono ragione dei fenomeni ottici, certamente ognuna nel proprio dominio applicativo.